# Billy Tan
Billy Tan Mung Khoy, communément connu sous le nom de Billy Tan, est un artiste de comic book malaisien.

## Biographie
Billy Tan a grandi en Malaisie et a déménagé aux États-Unis à ses 18 ans pour étudier les affaires à l'Université du Kentucky.

### Carrière
Il a commencé à travailler en tant que dessinateur pour Image Comics dans les années 1990 et pour Top Cow en 1995. Lors de ses débuts, son style de dessin est influencé par Jim Lee, Mark Silvestri et Whilce Portacio.
Billy Tan est devenu l'artiste régulier de la série de Marvel Comics, Uncanny X-Men en 2006. En 2008, il a été invité à dessiner les numéros 41 et 43-44 de New Avengers, qui sont rattachés à l'histoire de Secret Invasion, avant de se voir proposer de remplacer Leinil Francis Yu comme nouvel artiste régulier sur le titre.
En 2013, Tan reprend le titre principal de Green Lantern en tant que dessinateur à partir du no 21. Il travaille en collaboration avec l'écrivain Robert Venditti qui a remplacé Geoff Johns en tant que scénariste de la série. Il travaillera sur la série durant trois ans puis part s'installer à Shanghai.
En 2016, il cofonde la maison d'édition Tan Comics avec Rainy Xiao, basée à Shanghai. Il crée des comics pour le marché digital chinois. Ses nouvelles séries, Generation Wu et Hero & Shero, présentent des super-héros basés sur les légendes asiatiques et les arts martiaux. Son style artistique évolue. Les lignes sont plus épurées et se rapprochent du style des mangas.
En parallèle, il continue de travailler pour le marché américain. Il réalise principalement des couvertures pour Marvel Comics. En 2021, il fait équipe avec Larry Hama pour une histoire publiée dans X-Men Legends n°7.

### Vie privée
Il est père de deux enfants.

## Publications

### Image Comics
- 1994 - 1995 : Codename: Stryke Force no 9-13
- 1995 : Cyberforce/Stryke Force: Opposing Forces no 1-2
- 1995 : Ripclaw no 3
- 1996 : 21 no 1-2 ; no 3 (avec Marc Silvestri)
- 1997 - 1998 : Tales of the Witchblade no 2-4, 6
- 1998 : Spirit of the Tao no 2
- 2000 - 2001 : Tomb Raider no 7, 11-12
- 2001 : Tomb Raider/Darkness Special, one-shot
- 2002 : Witchblade: Obakemono, one-shot
- 2004 : Tomb Raider: Arabian Nights, one-shot
- 2005 : Darkness/Tomb Raider Special, one-shot
- 2006 : Witchblade no 36 (1999), no 100 (1 page, parmi d'autres artistes)

### Marvel Comics
- 1996 : Star Trek/X-Men, one-shot (parmi d'autres artistes)
- 2005 : Marvel Knights Spider-Man no 13-18
- 2005 : X-23, minisérie no 1-6
- 2006-2008 : Uncanny X-Men no 469-471, 475-476, 478-479, 481-482, 484-486, 492-494
- 2008 : X-Men: Legacy no 209
- 2008 - 2009 : New Avengers no 41, 43-44, 46-54
- 2009 : Dark Reign: The List: Daredevil, one-shot
- 2010 : New Avengers Finale (2 pages parmi d'autres artistes)
- 2010 : Shadowland, minisérie, no 1-5
- 2010 : Thor no 604-609
- 2011 : Ultimate Comics Fallout no 5
- 2011 : Uncanny X-Force no 8-10
- 2012 : Ultimate Comics: The Ultimates no 13
- 2012 : A+X no 3

### Image/Marvel
- 1997 : Elektra/Cyblade, one-shot

### DC Comics
- 2013 - 2016 : Green Lantern no 21-46
- 2017 : New Superman no 7-8,11-14

### Tan Comics
- 2019 : Generation Wu
- Hero & Shero